# Check on It
Check on It – piosenka amerykańskiej wokalistki R&B Beyoncé Knowles, którą nagrała z raperem Slim Thugiem. Utwór pochodzi z filmu Różowa Pantera (2006), w którym wystąpiła Knowles. Mimo iż nie znalazł on się na oficjalnej ścieżce dźwiękowej filmu, został wydany na kompilacyjnym albumie z największymi przebojami Destiny’s Child, #1’s, a także na wybranych międzynarodowych wersjach drugiego solowego albumu piosenkarki B’Day.

## Geneza
Knowles przyznała, że pomysł na piosenkę zrodził się z żartu, a sam tytuł „Check on It” był żartobliwie używany przez piosenkarkę i jej management jeszcze zanim zdecydowali się nagrać utwór. Jego tekst bez ogródek mówi o kobiecych pośladkach.

## Wydanie i odbiór
„Check on It” wydany został na albumie kompilacyjnym z największymi przebojami Destiny’s Child #1’s. Oryginalnie utwór nie miał być wydany jako singel, jednak ze względu na znacznie większą popularność w stacjach radiowych od pierwszego singla, „Stand Up for Love”, zmieniono decyzję. W oficjalnym remiksie piosenki wziął udział Bun B.

## Sukces komercyjny
„Check on It” w dwunastym tygodniu obecności na „Billboard” Hot 100 dotarł na szczyt listy, na którym pozostawał przez pięć tygodni. Stał się tym samym trzecim singlem numer jeden w solowej twórczości Beyoncé oraz pierwszym w dorobku Slim Thuga. „Check on It”, wraz z „Bad Day” Daniela Powtera, była najdłużej utrzymującą się na 1. pozycji piosenką 2006 roku w Stanach Zjednoczonych. Poza tym singel zajął wysokie miejsca na innych amerykańskich listach: 1. na Rhythmic Top 40, Hot Dance Club Play i Pop 100 (pierwszy utwór Knowles, który w ogóle znalazł się w tym zestawieniu) oraz 3. na Hot R&B/Hip-Hop Songs. „Check on It” była ósmą najczęściej emitowaną na antenach stacji radiowych piosenką 2006 roku z 290 231 odtworzeń w Stanach Zjednoczonych. Singel uzyskał w tym kraju platynowy status za sprzedaż powyżej 1 000 000 kopii.
Na arenie międzynarodowej singel odniósł podobny sukces, plasując się w pierwszych piątkach notowań w Norwegii i Holandii oraz w czołowych dziesiątkach w europejskiego zestawienia, Austrii, Szwajcarii i Brazylii. W Wielkiej Brytanii zadebiutował na 4. pozycji, awansując w następnym tygodniu na miejsce 3., rozchodząc się w 122 500 kopii.

## Wideoklip
Kiedy zainteresowanie piosenką zaczęło rosnąć Knowles nakręciła wideoklip do „Check on It”, który miał promować zarówno #1’s, jak i Różową Panterę. Jego reżyserem był Hype Williams, a sam teledysk miał premierę 16 grudnia 2005 roku. Wideoklipowy remiks utworu zawiera remiks tytułowej muzyki z filmu oraz rap Buna B. „Check on It” otrzymał nagrodę dla najlepszego teledysku R&B na gali MTV Video Music Awards 2006.
Motywem przewodnim wideoklipu jest róż, nawiązujący do Różowej Pantery. Beyoncé ma na sobie stroje głównie w tym kolorze. Wideoklip ukazuje ją głównie w scenach tanecznych, które przerywane są fragmentami filmu. Teledysk ma niestandardową wielkość panoramiczną; czarne pasy na ekranie charakterystyczne dla obrazu 4:3 zastąpione są różowymi, poruszającymi się zasłonami. Hype Williams często stosował ten zabieg w okresie kręcenia „Check on It”.
Teledysk znalazł się na wydaniu DVD Różowej Pantery.

## Formaty i listy utworów
Minialbum z remiksami (feat. Bun B & Slim Thug)
1. „Check On It” (wersja albumowa) – 3:30
2. „Check On It” (Junior Vasquez Club Mix) – 8:31
3. „Check On It” (Maurice's Nu Soul Mix) – 5:59
4. „Check On It” (King Klub Mix) – 6:48
5. „Check On It” (Bama Boyz Remix) – 3:54
6. „Check On It” (wideo) – 3:29

Amerykański singel (feat. Voltio)
1. „Check On It” (Bama Boyz Reggaeton Remix) – 3:28
2. „Check On It” (instrumentalny Bama Boyz Reggaeton Remix) – 3:28

Belgijski singel (feat. Slim Thug)
1. „Check On It” (wersja albumowa) – 3:31
2. „Check On It” (wersja bez rapu) – 3:08

## Pozycje na listach
| Lista (2006)           | Najwyższa pozycja |
| ---------------------- | ----------------- |
| Austrian Singles Chart | 10                |
| Belgium UltraTop 50    | 9                 |
| European Singles Chart | 6                 |
| Finnish Singles Chart  | 6                 |
| French Singles Chart   | 32                |
| German Singles Chart   | 11                |
| Irish Singles Chart    | 2                 |
| Dutch Top 40           | 5                 |

| Lista (2006)                         | Najwyższa pozycja |
| ------------------------------------ | ----------------- |
| New Zealand Singles Chart            | 1                 |
| Norwegian Singles Chart              | 3                 |
| Romanian Top 100                     | 2                 |
| Swedish Singles Chart                | 11                |
| Swiss Singles Chart                  | 7                 |
| UK Singles Chart                     | 3                 |
| U.S. „Billboard” Hot 100             | 1                 |
| U.S. „Billboard” Pop 100             | 1                 |
| U.S. „Billboard” Rhythmic Top 40     | 1                 |
| U.S. „Billboard” Hot Dance Club Play | 1                 |

### Certyfikaty
| Kraj              | Certyfikat           |
| ----------------- | -------------------- |
| Stany Zjednoczone | Platyna (1 000 000+) |
| Szwajcaria        | Złoto (15 000+)      |
| Nowa Zelandia     | Platyna (15 000+)    |
| Kanada            | Platyna (10 000+)    |